# Ransom Wilson

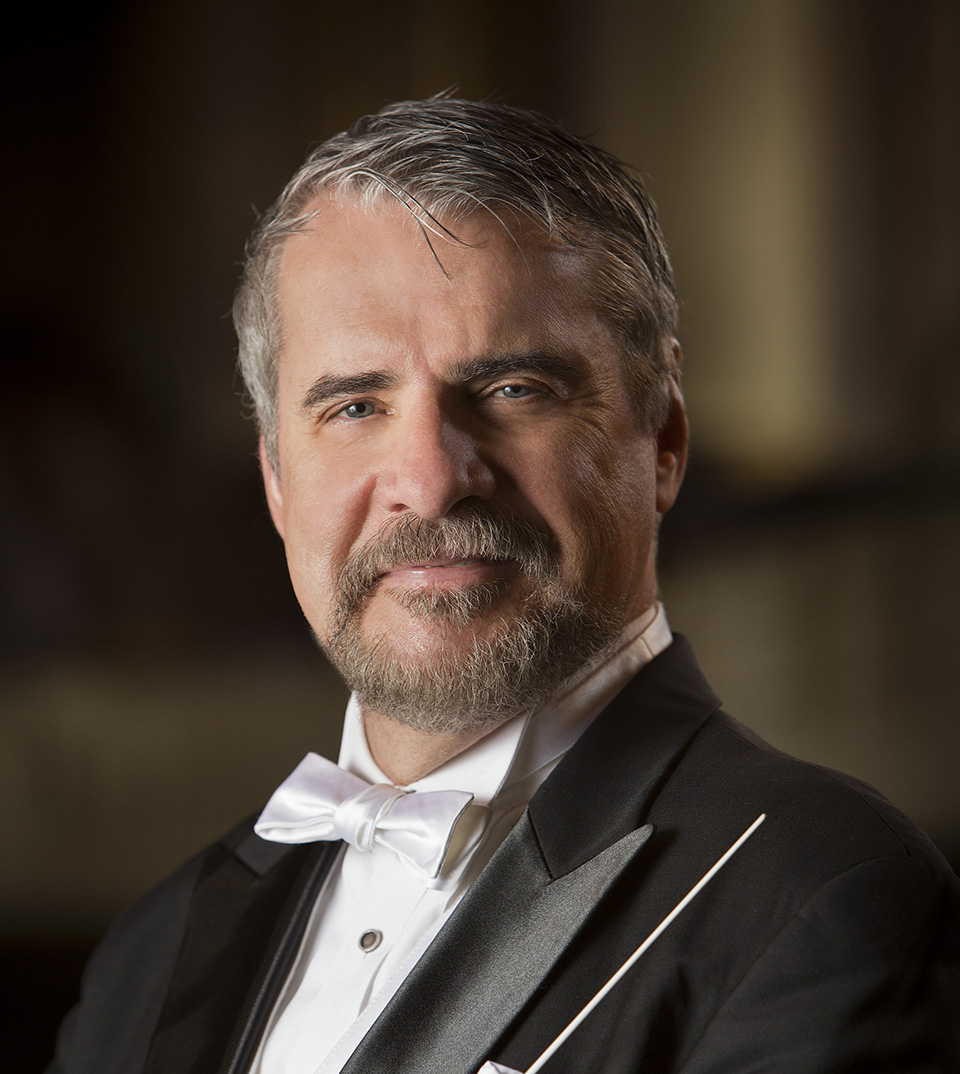
Wilson, 2013

Ransom Wilson (* 1951 in Tuscaloosa/Alabama) ist ein US-amerikanischer Flötist und Dirigent.
Wilson besuchte ab dem 14. Lebensjahr die North Carolina’s School of the Arts und dann die Juilliard School of Music. Er studierte Flöte bei Alain Marion, Sandra Taylor, Lawrence Morgan, Philip Dunigan, Severino Gazzelloni, Julius Baker, Christian Lardé und Arthur Lora. Ein Stipendium der Fondation Atlantique ermöglichte ihm einen einjährigen Studienaufenthalt in Paris, wo er privaten Unterricht bei Jean-Pierre Rampal nahm.
Ein Album mit Duetten für Flöte, das er 1974 mit seinem Lehrer Rampal aufnahm, begründete seine internationale Karriere als Soloflötist. Er arbeitete dann mit Orchestern wie dem Chicago Symphony Orchestra, dem Philadelphia Orchestra, dem San Francisco Symphony Orchestra und dem London Symphony Orchestra und Musikern wie Frederica von Stade, Jessye Norman, Thomas Hampson, Susan Graham, Dolora Zajick, Nadja Salerno-Sonnenberg, Hilary Hahn, James Galway, Barry Douglas, Peter Frankl und Robin Sutherland zusammen.
Anfang der 1980er Jahre erwachte sein Interesse am Dirigieren, und er nahm Unterricht bei Roger Neirenberg, James Dixon und Otto Werner Mueller. Mit dreißig Musikern gründete er die Solisti New York, mit denen er offiziell 1983 im Lincoln Center debütierte. Neben Standardwerken für Kammerorchester von Bach, Händel, Mozart und Vivaldi gehörten zum Repertoire des Ensembles auch Werke von Komponisten des 20. Jahrhunderts wie Samuel Barber, Aaron Copland, Ralph Vaughan Williams, Francis Poulenc und Zoltán Kodály. 
Zudem vergab Wilson auch Kompositionsaufträge an zeitgenössische Komponisten wie Steve Reich, John Harbison, George Tsontakis, Jean Françaix, Carlos Surinach, Martin Bresnick, Richard Danielpour, Aaron Jay Kernis, Peter Schickele, Joseph Schwantner, Jean-Michel Damase, Carlos Surinach und Deborah Drattell. Er leitete Sinfonieorchester wie das Houston Symphony Orchestra, das Denver Symphony Orchestra, das San Francisco Chamber Symphony Orchestra und die Budapest Strings, mit denen er international renommierte Musiker wie Itzhak Perlman, André Watts, Frederica von Stade, Nadja Salerno Sonnenberg, Joshua Bell, Garrick Ohlsson, Jeffrey Kahane und Hilary Hahn begleitete. Seit 1978 hat er einen Exklusivvertrag mit EMI/Angel. Dort veröffentlichte er mehr als dreißig Alben als Flötist bzw. Dirigent, von denen drei für einen Grammy nominiert wurden.
Seit 1991 ist Wilson Mitglied der The Chamber Music Society of Lincoln Center. Er war weiterhin musikalischer Leiter des Idyllwild Arts Academy Orchestra und künstlerischer Leiter des OK MOZART International Festival in Oklahoma und ist künstlerischer Leiter des New Yorker Ensembles LE TRAIN BLEU. Wilson ist Professor für Flöte an der Yale University und gibt Meisterklassen und Sommerkurse u. a. in Nizza und an der Juilliard School.

## Weblink
- Ransom Wilsons Homepage